# Отказанная игра Бодянского
Отказанная игра Бодянского — дебют в русских шашках. После характерного для дебюта Игра Бодянского хода 1.ab4 черные отказываются от связки левого фланга белых и отвечают 1…fe5, или 1…hg5, или 1…bc5.